# Lilies Not for Me
Lilies Not for Me je romantické filmové drama z roku 2024, které režíroval Will Seefried podle vlastního scénáře. Film měl světovou premiéru na Mezinárodním filmovém festivalu v Edinburghu dne 16. srpna 2024.

## Děj
Anglie ve 20. letech 20. století. Spisovatel Owen James je jako pacient v lékařském zařízení, kde se ho snaží vyléčit z homosexuality. Mezi injekcemi, které mu způsobují nevolnost, léčebný plán zahrnuje nácvik „schůzek“ s mladou zdravotní sestrou Dorothy, které ho mají připravit na život heterosexuála. Během této doby Owen pracuje na svém druhém románu.

## Obsazení
| Fionn O'Shea       | Olivier James  |
| Robert Aramayo     | Philip Fairfax |
| Erin Kellyman      | Dorothy        |
| Louis Hofmann      | Charles Green  |
| Jodi Balfour       | Alice Green    |
| Jacques Bessenger  | barman         |
| Gabe Gabriel       | pacient        |
| Alexander Maniatis | pacient        |